# Георги, Фридрих фон
Фридрих Роберт, фрайхерр фон Георги (нем. Friedrich Robert Freiherr von Georgi; 27 января 1852 — 23 января 1926) — австро-венгерский военачальник, министр ландвера Цислейтании в 1907—1917 годах. Барон (с 1912). Генерал-полковник (с 1916).

## Биография
Семья Георги происходит из Саксонии. Известен предок Ганс Герге (Hans Görge), умерший до 1692 года. Отец — полковник.

### Образование и карьера
Обучался в военной школе в Хайнбурге, затем в Терезианской военной академии. 1 сентября 1871 направлен лейтенантом на службу в 6 фельдъегерский батальон. В мае 1877 произведен в чин обер-лейтенанта.
В 1878 году вступил в брак с Бертой Штамм. В семье родились четыре ребёнка (двое умерли в раннем возрасте).
В 1879—1881 годах проходил обучение в Императорской и королевской Военной школе в Вене. По окончании назначен прикомандированным офицером Генерального штаба при 5 горно-стрелковой бригаде. Отличился при подавлении восстания в Боснии и Герцеговине в 1882 году. В течение двух лет проходил службу в Генеральном штабе. Затем, до 1890 — вновь в 6 фельдъегерском батальоне и 27-м пехотном полку. 1 мая 1884 года представлен к чину капитана 2 класса; 1 ноября 1885 года — капитана 1 класса.
17 марта 1891 года назначен начальником штаба 15 пехотной дивизии, с 1 мая 1891 — майор.
С февраля 1893 до 1898 год — на преподавательской работе, преподавал курс штабного офицера, был председателем комиссии по оценке штабных офицеров. В этот период короткое время служил в 100-м пехотном полку. С 1 мая 1894 года — подполковник; с 31 декабря 1896 года — полковник.
В 1898—1903 годах — шеф 10-го отделения Военного министерства. По службе неизменно получал высокие оценки командования, в том числе начальника Генерального штаба Фридриха фон Бек-Ржиковского.
В ознаменование 30-летней воинской службы и в память об успехах во время службы на Балканах 1 ноября 1901 года возведён в дворянское достоинство. Весной 1903 года назначен командиром 42-й ландверной пехотной бригады. 2 мая 1903 удостоен чина генерал-майора.
18 июля 1906 года получил должность шефа секции Министерства ландвера Цислейтании. Входил в окружение эрцгерцога Франца Фердинанда, снискал репутацию молодого перспективного генерала свободных взглядов, реформатора. Георги считался вероятным наследником Бек-Ржиковского на посту начальника Генерального штаба. 1 мая 1907 года получил чин фельдмаршал-лейтенанта.
1 декабря 1907 года назначен министром ландвера, возглавив территориальные вооружённые силы австрийской части империи. К этому времени ландвер представлял собой вспомогательную структуру, существующую лишь как зеркальное отражение венгерского гонведа. Георги добился существенного увеличения финансирования территориальных войск, добился создания в них самостоятельных артиллерийских и кавалерийских частей. Для повышения уровня образования офицеров была основана Военная академия Франца Иосифа и Высшее реальное училище.
Вместе со своим другом, Конрадом фон Гётцендорфом, создал ландверные горно-стрелковые войска. 1 ноября 1911 года представил новый законопроект об обороне и предложение о введении в ландвере чина генерала пехоты. 5 июля 1912 года соответствующие документы были подписаны императором и таким образом в ландвере были введены те же стандарты, что и в общеимперской армии. В 1912 году стал шефом 15-го пехотного полка. 9 сентября 1912 года пожалован титулом барона.

### Во время первой мировой войны
После начала войны Георги подал рапорт о назначении в действующую армию, однако получил отказ. Сыграл большую роль в организации функционирования армии на фронтах, помощи раненым. В 1915 году удостоен Большого рыцарского креста степени магистра Мальтийского ордена. После убийства министр-президента фон Штюргка, рассматривался в качестве кандидата на замещение должности главы правительства. 6 мая 1916 года удостоен чина генерал-полковника.
После смерти в 1916 году Франца Иосифа и воцарения Карла I стал одним из немногих высших чиновников, сохранивших свой пост.
31 марта 1917 года стал почётным гражданином города Лейтмерица. Назначен пожизненным членом Палаты господ (Herrenhaus) парламента Цислейтании.
Покинул пост 23 июня 1917 после формирования кабинета Клам-Мартиница. Сдал пост генералу Карлу Чаппу фон Биркенштеттену. Поскольку Георги к этому времени уже исполнилось 66 лет, он не мог быть назначен в действующую армию и вышел в отставку. Проживал в Вене, умер в 1926 году.
В 1940 году именем генерала названа улица в 21-м округе Вены Флоридсдорф — Георгиштрассе.

## Награды
- Военная медаль за заслуги в бронзе (1890)
- Крест «За военные заслуги» (1898)
- Орден Железной короны III класса (1903)
- Назначение членом Тайного совета (1908)
- Орден Красного орла (1908)
- Орден Железной короны I класса (1909)
- Орден «Святой Александр» I-я степень[источник не указан 2592 дня] (Болгария, 1912)
- Железный крест II и I класса (Пруссия, 1914)
- Большой крест Ордена «За военные заслуги» (Бавария, 1914)
- Большой крест Ордена Леопольда (1913, военного отличия — 1916)
- Орден «За военные заслуги» I класса (Бавария, 1915)
- Почётный знак Красного Креста (Австрия, 1915)
- Военная медаль за заслуги в золоте (1916)
- Орден Вюртембергской короны с мечами (Вюртемберг, 1916)
- Крест Марии Тевтонского ордена (1916)
- Медаль Красного креста (Пруссия, 1916)
- Орден Меджидие (Османская империя, 1916)
- Королевский Саксонский Орден Альбрехта с золотой звездой и мечами (Саксония, 1917)
- Галлиполийская звезда (Османская империя, 1917)
- Медаль Имтияз в золоте (Османская империя, 1917)